# Marcello Pellegrini
Pour les articles homonymes, voir Pellegrini.
Marcello Pellegrini, né le 14 février 1929 à Scandicci (Toscane) et mort le 21 juin 2008 à Florence, est un coureur cycliste italien, professionnel de 1952 à 1958.

## Palmarès
- 1950
  - Champion de Toscane
  - Giro del Casentino
- 1951
  - Champion de Toscane
  - Coppa Corsini
- 1952
  - 3e du championnat d'Italie sur route amateurs
- 1953
  - 2e des Trois vallées varésines
- 1954
  - 2e du Grand Prix de l'industrie et du commerce de Prato
- 1955
  - 3e du Grand Prix Ceramisti

## Résultats sur les grands tours

### Tour d'Italie
4 participations
- 1953 : 32e
- 1954 : abandon
- 1955 : 62e
- 1958 : abandon

### Tour d'Espagne
1 participation
- 1958 : abandon (9e étape)